# Starčevo (Pančevo, Srbija)
Starčevo  (ćir.: Старчево) je grad u općini Pančevu u Južnobanatskom okrugu u Vojvodini.

## Nastanak Starčeva
Starčevo kakvo danas poznajemo nastalo je s početkom 18. stoljeća naseljavanjem stanovništva na zemljištu obližnjeg srednjovekovnog manastira Vojlovica. Godine 1717. bilježi se da Starčevo ima 50 domova s oko 250 stanovnika, srpske nacionalnosti. Od tada pa do danas, srpsko stanovništvo je u većini u ovom mjestu.

## Hrvati u Starčevu
Osnivanjem Vojne krajine na prostor Banata doseljavaju se Hrvati većinom 1788. do 1792. godine. Selo se dijelilo na Donji kraj u kojem su većinom živjeli Srbi i Gornji kraj u kojem su živjeli Hrvati i Nijemci i u kojem je Katolička crkva. Hrvati su 1905. godine osnovali "Hrvatsko pjevačko društvo", a 1927. godine osnovana je "Seljačka sloga" koja je bila ogranak Hrvatske seljačke stranke. 2002. godine u Starčevu je živjelo 349 Hrvata, što je iznosilo 4,58% od ukupnoga broja stanovnika.

## Povijest starčevačkih Hrvata
Koloniziranje Hrvata je u Starčevo uslijedilo je nakon naseljavanja Nijemaca. U matičnim knjigama starčevačke rimokatoličke crkve iz vremena doseljavanja, jedno od prvih zabilježenih hrvatskih imena bilo je Martin Vuković, i to zavedeno 1774. godine. Sve do 1792. bilo ih je 131. Na temelju ovih podataka može se doći do zaključka da je doseljavanje hrvatskih obitelji u Starčevo počelo 1773. godine, a da je najviše Hrvata došlo u razdoblju od 1788. do 1792. godine.
Glavni razlog selidbe Hrvata u ove krajeve bio je ekonomski. Krajevi odakle su oni došli bili su siromašni s malo obradivih površina, a natalitet i prirodni prirast bio je veliki, pa je tako došlo do agrarne prenapučenosti. Ovaj dio Banata imao je još puno puste zemlje, pa su se tako Hrvati, uz pomoć austrijskih vlasti, odlučili na taj korak.
Iz kojih su točno krajeva doseljene hrvatske obitelji teško je ustanoviti na osnovi matičnih knjiga, jer za Hrvate koji nisu rođeni u Starčevu stoji samo zemlja iz koje su došli. Međutim, za pojedina prezimena nije teško odrediti odakle točno potječu. Tako postoje porodice – Brajac, Brozina, Butorac, Kućan – koje su naseljene iz hrvatskog primorja, tj. Bakarskog zaljeva. Najveći broj obitelji potječe iz Like, točnije s područja Modruša, Ogulina i okolice, dakle kraja u kojem se govori ikavica. U tu skupinu ličkih prezimena, između ostalih, ubrajaju se obitelji: Rogić, Rajković, Saborski, Rukavina, Tomašić, Orešković, Stipetić, Krmpotić, Majetić, Štimac, Špelić, Šušić i dr. Kada se govori o rodovima s Korduna, iz tih krajeva vode podrijetlo obitelji Kalić, Pavlić, Radočaj, Mikić, Poljak, Šoštarić, Neralić, Turkalj, Žalac, Bogut, Perak, Lapić, Gerdić i dr. Među Hrvatima u Starčevu ima Karaševaca (prezimena Stana, Turna, Herza) i bosanskih Hrvata (Bujanović, Grgić, Pavlović, Ivanković...)
Hrvati su kod naseljavanja uživali iste privilegije kao i njemački kolonisti. Osim dobivanja zemlje od oko 30 k.j., sagrađene su im kuće o državnu trošku, a od poljoprivrednog inventara dobili su plug, drljaču, kola i par isluženih topničkih konja. Osim toga, bili su oslobođeni plaćanja poreza tri godine.
Promjene
Hrvati su pretrpjeli velike promjene u govoru. Bili su pretežito štokavci, a narječje im je bilo ijekavsko i ikavsko. Mnoge su obitelji jako dugo njegovale ikavicu, ali je ona vremenom skoro potpuno zaboravljena. Iako, neke razlike su i danas primjetne, pa tako kod Hrvata ikavaca postoji obiteljsko ime Stipan, dok je kod ostalih to obično Stevan (ekavizirana verzija imena Stjepan). Razlika se vidi i prilikom tradicionalnoga pozdrava »Faljen Isus«, gdje ikavci otpozdravljaju s »Navike«, a ostali s »Uvijek hvaljen«. Ikavica se zadržala u hrvatskom pokladnom običaju, prilikom kojeg se maskirani mladići nazivaju »Agovi«, a oni stariji »Didovi«, kao i u nekim tradicionalnim božićnim pjesmama i čestitkama.
Prva iseljavanja Hrvata iz Starčeva zabilježena su početkom XX. stoljeća, kada se veliki broj Starčevaca trbuhom za kruhom morao iseliti u SAD. Mnogi od ovih iseljenika išli su obiteljski, a neki su kasnije odveli svoje najbliže. Između 1900. i početka Prvog svjetskog rata bio je najveći val migracija. Na popisu iseljenika nalaze se prezimena: Barašević, Bujanović, Cindrić, Jelić, Krmpotić, Kućan, Kulaš, Matuša, Pihajlić, Šušić, Bogut, Dogan, Šulaja, Žagar, Žeravica i dr.
Rodbinske veze među Hrvatima u Starčevu vremenom su postale izrazito tijesne, pa je zato postala česta pojava sklapanja brakova između Hrvata i Nijemaca. Kada su druga mjesta u pitanju, starčevački Hrvati ženili su djevojke iz Opova, Surčina, Borče, Perleza, Glogonja, Omoljice, Novog Slankamena i Golubinaca.
Društveno organiziranje
Što se društvenog organiziranja tiče, Hrvati su većinom bili okupljeni oko rimokatoličke župe, koja postoji od 1767., a ubrzo nakon doseljavanja osnovana je i hrvatska škola. Prva ozbiljnija okupljanja Hrvata u Starčevu počela su 1905., kada je osnovano Hrvatsko pjevačko društvo »Starčevo«. Međutim, Hrvati su najorganiziraniji bili od polovice 1920-ih godina do početka Drugog svjetskog rata, kada je u Starčevu djelovalo nekoliko udruga. Tu je, prije svega, riječ o »Hrvatskom radiši«, udruzi obrtnika i o »Seljačkoj slozi«, ogranku Hrvatske seljačke stranke. Naime, u kalendaru Radiše iz 1929. (list »Radiša« je glasilo društva), može se pročitati kako je 1927. u Starčevu postojao radni odbor ovoga društva koji je vodio Mato Dvorčić, a knjigovodstvene poslove obavljao je Ivan Trinajstić. Društvo je imalo tridesetak članova. »Seljačku slogu« predvodio je Mišo Brajac, jedan od politički najaktivnijih Hrvata u Starčevu u razdoblju Kraljevine Jugoslavije.
Statistika govori kako je u Starčevu 1890. bilo 1100 Hrvata, 1905. nešto više (1220), na popisu 1921. Srbi i Hrvati svrstani su zajedno pa je njihov broj bio 2595, da bi se u desetljećima nakon Drugog svjetskog rata broj Hrvata kretao oko 1000.

## Stanovništvo
U naselju Starčevo živi 7.615 stanovnika, od toga 6.009 punoljetnih stanovnika, a prosječna starost stanovništva iznosi i 38,2 godina (36,8 kod muškaraca i 39,7 kod žena). U naselju ima 2432 domaćinstava, a prosječan broj članova po domaćinstvu je 3,13.
| Etnički sastav 2002. |            |        |
| Narod                | Stanovnika | %      |
| Srbi                 | 6.205      | 81,48% |
| Hrvati               | 349        | 4,58%  |
| Jugoslaveni          | 204        | 2,67%  |
| Mađari               | 111        | 1,45%  |
| Romi                 | 88         | 1,15%  |
| Slovaci              | 74         | 0,97%  |
| Makedonci            | 60         | 0,78%  |
| Crnogorci            | 36         | 0,47%  |
| Rumunji              | 30         | 0,39%  |
| Bugari               | 27         | 0,35%  |
| ostali               | 52         | 0,63%  |
| nepoznato            | 303        | 3,97%  |

| Etnički sastav 1991. |            |        |
| Narod                | Stanovnika | %      |
| Srbi                 | 5.957      | 78,59% |
| Hrvati               | 530        | 6,99%  |
| Jugoslaveni          | 520        | 6,86%  |
| Mađari               | 109        | 1,43%  |
| Romi                 | 29         | 0,38%  |
| Slovaci              | 53         | 0,69%  |
| Makedonci            | 91         | 1,2%   |
| Crnogorci            | 64         | 0,84%  |
| Rumunji              | 20         | 0,26%  |
| Bugari               | 43         | 0,56%  |
| ostali               | 81         | 1,08%  |
| nepoznato            | 82         | 1,09%  |

| Etnički sastav 1953. |            |        |
| Narod                | Stanovnika | %      |
| Srbi                 | 2.313      | 62,92% |
| Hrvati               | 951        | 25,88% |
| Mađari               | 112        | 3,05%  |
| Slovaci              | 6          | 0,17%  |
| Makedonci            | 24         | 0,66%  |
| Crnogorci            | 27         | 0,73%  |
| Rumunji              | 5          | 0,14%  |
| ostali Slaveni       | 55         | 1,5%   |
| ostali neslaveni     | 183        | 5%     |

| broj stanovnika | 3880  | 3676  | 4854  | 6545  | 7304  | 7579  | 7615  |
|                 | 1948. | 1953. | 1961. | 1971. | 1981. | 1991. | 2001. |

| Vjerski sastav 2002.                        |                 |        |
| Vjeroispovjed                               | Broj pripadnika | %      |
| Muslimani                                   | 12              | 0,16%  |
| Židovi                                      | 1               | 0,01%  |
| Katolici                                    | 501             | 6,58%  |
| Pravoslavci                                 | 6.501           | 85,37% |
| Protestanti                                 | 81              | 1,06%  |
| pripadaju vjeroispovjedi koja nije navedena | 24              | 0,32%  |
| neizjašnjeni                                | 80              | 1,05%  |
| nisu vjernici                               | 11              | 0,14%  |
| nepoznato                                   | 404             | 5,31%  |

## Vanjske poveznice
- Karte, udaljenosti i vremenska prognoza  Arhivirana inačica izvorne stranice od 16. prosinca 2008. (Wayback Machine)
- [neaktivna poveznica]